# 打電話問功課
打電話問功課是香港在1980年代為小四至中三學生而設的免費電話功課輔導熱線，亦有互動教育節目，於1985年5月至1990年9月播出，由香港電台（港台）電視部聯同香港教育專業人員協會（教協）合作，逢星期一至五，每天由教協的志願教師下班後在指定時間的六小時內，透過電話熱線為學生解答問題，並在每天下午有半小時的電視直播。
當中有部份學生常問或比較特別的問題，會特別挑選在節目播放時解答，並有教師在電視上講解。節目的主持人亦是教協的志願教師，當中最常見的是2000年代後期成為了教科書作者的中文科教師布裕民。
由於在1980年代的香港，除了比較富裕的家庭以外，一般家庭很少能夠負擔補習的費用，而當時補習班在香港亦不普遍，這個節目為一般學生填補了學校教育與私人補習班的不足。
電視節目的主題曲採用了Vanilla seekers的經典英文金曲《The Nickel Song》的配樂部份。
踏入2001年，港台再次與教協合作，推出「上網問功課」服務，電視版則於週末早上在亞洲電視本港台播出。

## 參看
- 上網問功課